# Leonardo Heredia
Leonardo Matías Heredia (Lomas del Mirador, Buenos Aires; Argentina, 11 de enero de 1996) es un futbolista argentino. Juega de centrocampista o delantero en Central Córdoba (SdE) de la Primera División de Argentina.

## Trayectoria

### Almirante Brown
Surgio en el mirasol, donde debutó en 2014.

### Colón
En 2017 es incorporado por Colón en la Superliga Argentina, club donde debutó el 16 de septiembre de 2017 en el empate a cero frente a Estudiantes. El 22 de septiembre de 2018 marcaría su primer y único triplete en el club santafesino frente a Godoy Cruz.

### Atlético Tucumán
En 2019 se convierte en refuerzo de Atlético Tucumán. A fines de junio de 2022, deja Atlético Tucumán para salir a préstamo con opción de compra a Estudiantes de La Plata habiendo conseguido 13 goles en 72 encuentros.

### Estudiantes de La Plata
En el mes de julio de 2022, Estudiantes contrata a Heredia a préstamo por seis meses, con opción de prórroga por otros seis meses. Además, tendrá chances de comprarlo en diciembre de 2022 o en junio de 2023. La ficha del jugador pertenece a Atlético Tucumán.
El 14 de agosto de 2022 convierte su primer gol en Estudiantes a los 93', en el triunfo en Estadio Jorge Luis Hirschi ante Talleres de Córdoba por 1 a 0.

### Argentinos Juniors
El jueves 22 de diciembre de 2022, es contratado por Argentinos Juniors en calidad de préstamo con opción de compra por una temporada para disputar el torneo local, la Copa Argentina y la Copa Libertadores de América de 2023.

### Central Córdoba (SdE)
El 9 de enero de 2025 el Pupa llegaría de préstamo a  Central Córdoba SdE para la  Liga Argentina de 2025 y también pra la  Copa libertadores de América 2025 con el Club santiagueño

## Estadísticas
- Actualizado al 22 de octubre de 2022.

| Almirante Brown Argentina | 3.ª   | 2013-14 | 1   | 0  | -  | - | -  | - | - | - | 1   | 0  |
| Almirante Brown Argentina | 3.ª   | 2014    | 7   | 0  | 2  | 0 | -  | - | - | - | 9   | 0  |
| Almirante Brown Argentina | 3.ª   | 2015    | 3   | 0  | 1  | 0 | -  | - | - | - | 4   | 0  |
| Almirante Brown Argentina | 3.ª   | 2016    | 14  | 2  | -  | - | -  | - | - | - | 14  | 2  |
| Almirante Brown Argentina | 3.ª   | 2016-17 | 29  | 10 | -  | - | -  | - | - | - | 29  | 10 |
| Almirante Brown Argentina | Total | Total   | 54  | 12 | 3  | 0 | -  | - | - | - | 57  | 12 |
| Colón Argentina | 1.ª   | 2017-18 | 10  | 0  | 1  | 0 | 4  | 0 | - | - | 15  | 0  |
| Colón Argentina | 1.ª   | 2018-19 | 18  | 5  | 3  | 0 | 1  | 0 | 3 | 0 | 25  | 5  |
| Colón Argentina | Total | Total   | 28  | 5  | 4  | 0 | 5  | 0 | 3 | 0 | 40  | 5  |
| Atlético Tucumán Argentina | 1.ª   | 2019-20 | 12  | 1  | 2  | 0 | 4  | 2 | - | - | 18  | 3  |
| Atlético Tucumán Argentina | 1.ª   | 2020    | -   | -  | 11 | 3 | 2  | 1 | - | - | 13  | 4  |
| Atlético Tucumán Argentina | 1.ª   | 2021    | 20  | 2  | 8  | 3 | -  | - | - | - | 28  | 5  |
| Atlético Tucumán Argentina | 1.ª   | 2022    | 1   | 0  | 12 | 1 | 0  | 0 | - | - | 13  | 1  |
| Atlético Tucumán Argentina | Total | Total   | 33  | 3  | 33 | 7 | 6  | 3 | - | - | 72  | 13 |
| Estudiantes de La Plata Argentina | 1.ª   | 2022    | 33  | 1  | 2  | 1 | 1  | 0 | - | - | 36  | 2  |
| Estudiantes de La Plata Argentina | Total | Total   | 33  | 1  | 2  | 1 | 1  | 0 | - | - | 36  | 2  |
| Argentinos Juniors Argentina | 1.ª   | 2023    | 18  | 4  | 0  | 0 | 6  | 2 | 0 | 0 | 24  | 6  |
| Argentinos Juniors Argentina | Total | Total   | 18  | 4  | 0  | 0 | 6  | 2 | 0 | 0 | 24  | 6  |
| Total | Total | Total   | 166 | 25 | 42 | 8 | 18 | 5 | 3 | 0 | 229 | 38 |
| (1) La copa nacional se refiere a la Copa Argentina, Supercopa Argentina, Copa de la Superliga y Copa de la Liga Profesional. (2) La copa internacional se refiere a la Copa Sudamericana, Recopa Sudamericana, Copa Libertadores y Copa Suruga Bank. |       |         |     |    |    |   |    |   |   |   |     |    |